# Louis-Hector Chaudru de Raynal
Pour les articles homonymes, voir Raynal.
Louis-Hector Chaudru de Raynal (28 janvier 1805, Bourges - 4 avril 1892, château du Vernay (Saint-Éloy-de-Gy), est un magistrat et historien français.

## Biographie
Fils de Pierre Chaudru de Raynal (recteur de l'Académie de Bourges et inspecteur général) et de Mlle Decencière de la Ferrandière, et frère de Paul Chaudru de Raynal, il suit ses études au Lycée Louis-le-Grand, puis à la Faculté de droit de Paris. Diplômé en 1825, il entre alors au cabinet de Félix Barthe, avocat au barreau de Paris, avant de s'inscrire au barreau de Bourges quatre ans plus tard.
Protégé de Barthe, il est nommé substitut du procureur général à la cour d'appel de Bourges à la suite de la révolution de juillet 1830. Il devient ensuite avocat général à Bourges, puis premier avocat général en 1841. 
En 1840, Chaudru de Raynal est élu au conseil municipal de Bourges. 
Crémieux le destitua de la magistrature en 1848, à la suite de l'avènement de la Seconde République. Réintégré en juillet 1848, il est nommé procureur général à la Cour d'appel de Caen.
En 1853, il est appelé comme avocat général au Parquet de la Cour de cassation. Il passe premier avocat général en 1864, président de la Chambre des requêtes en 1875, puis procureur général en 1877. Dufaure le destitua deux ans plus tard.
À la fin du Second Empire, le siège de conseiller général du canton de Saint-Martin-d'Auxigny ayant été laissé vacant par Victor Tourangin, il se fit élire conseiller général du canton[réf. nécessaire].

## Publications
- De l'Enseignement du droit dans l'ancienne Université de Bourges. Discours prononcé pour la rentrée de la Cour royale, Bourges, Jollet-Souchois, 1839, 32 p. (lire en ligne).
- Études sur les coutumes du Berry (1840)
- Des Devoirs de la magistrature dans l'état présent de la société (1841)
- Histoire du Berry depuis les temps anciens jusqu'en 1789  (4 volumes), Bourges, Vermeil, 1844-1847.
- Note sur le château du Bois-Sir-Amé (1842)
- Le Président de Montesquieu et l'esprit des lois (1865)
- « Étude sur les Géoponiques », Annuaire de l'Association pour l'encouragement des études grecques en France, vol. 8,‎ 1874, p. 89-122 (lire en ligne).
- Sur la réinstallation de la Cour au Palais de Justice (1877)
- Économie agricole d'un domaine féodal au XIIIe siècle  (extrait des Mémoires de la Société des antiquaires du Centre, IXe vol.), Bourges, David, 1881, 49 p..
- Une controverse littéraire. Shakspeare et Bacon  (extrait du Correspondant du 25 août 1888), Paris, E. de Soye et fils, 1888, 30 p. (lire en ligne).
- Nicolas Catherinot, sa vie et ses œuvres